# Saryk
I Saryk sono una tribù turkmena che si ritrova lungo il fiume Morghab, tra gli stati di Afghanistan e Turkmenistan.

## Cultura
Vivono di agricoltura e pastorizia di carattere nomade.